# Hanna Adler
Hanna Adler (født 28. maj 1859, død 4. januar 1947) var datter af D.B. Adler. Hun grundlagde sin egen skole og var dens rektor.
Hendes søster var Ellen Bohr,
som i 1885 blev mor til Niels Bohr.
Adler tog magisterkonferens i fysik ved Københavns Universitet i 1892 som en af de første kvinder. Den 1. september 1893 åbnede hun sin egen skole på Sortedam Dossering i København, H. Adlers Fællesskole (Sortedam Gymnasium), der var den første fællesskole i Danmark. Blandt skolens elever var geofysiker Inge Lehmann.
Adler er set som inspirationen til Jakobe Salomon, den markante kvindelig figur i Henrik Pontoppidans roman Lykke-Per fra århundredeskiftet.
Adler som ugift foregangskvinde og skolegrundlægger med baggrund i en fremtræden dansk-jødisk familie går igen hos Jakobe Salomon.
I hundredeåret for hendes fødsel udgaves bogen Hanna Adler og hendes skole.
Til bogen bidrog hendes nevø Niels Bohr.